# Ранна бронзова епоха
Ранната бронзова епоха (3 хилядолетие пр.н.е. - 2 хилядолетие пр.н.е.; 2200 - 1600 пр.н.е.) обхваща периода на появата на технологията на металургията, когато от лагирането на материалите мед и калай се изработва бронз.
В някои региони на Средиземноморието, например Палестина, Анатолия, Гърция и на Иберийския полуостров ранната бронзова епоха започва през първата половина на 3 хилядолетие пр.н.е. В Троя I ранната бронзова епоха започва малко след 3000 пр.н.е. В южна Средна Европа ранната бронзова епоха започва едва между 2300 и 2200 пр.н.е.

## История

### Хронология
- Bz A2 – 1600–2000 пр.н.е.
- Bz A1 – 2000–2200 пр.н.е.